# ماساكازو تامورا
ماساكازو تامورا (باليابانية: 田村正和) هو ممثل ياباني، ولد في 1 أغسطس 1943 في اليابان.

## وصلات خارجية
- ماساكازو تامورا على موقع IMDb (الإنجليزية)
- ماساكازو تامورا على موقع روتن توميتوز (الإنجليزية)
- ماساكازو تامورا على موقع ألو سيني (الفرنسية)
- ماساكازو تامورا على موقع أول موفي (الإنجليزية)
- ماساكازو تامورا على موقع ديسكوغز (الإنجليزية)
- ماساكازو تامورا على موقع قاعدة بيانات الفيلم (الإنجليزية)
- ماساكازو تامورا على موقع ANN person (الإنجليزية)